# Джон Емс (художник)
Вижте пояснителната страница за други личности с името Джон Емс.
Джон Емс (на английски: John Emms) е английски художник. Също така е и запален ловец и става известен главно с картини на коне и кучета (най-вече фоксхаунди и териери). Учил е в Кралската академия по изкуствата няколко години след 1866. Подписва своите творби под името „Джон Емс“.
Емс се жени за Фани Примър в Ландхърст през 1880. Двойката живее малко в Лондон и по-късно се връща в Лансхърст през 1881. Те построяват голяма къща и студио, наречено „Елхите“, където Емс работи до края на живота си.
Джон Емс е описван като художник с голям талант. Според Американския киноложки клуб, неговата творба „Фоксхаундите от новата гора“ се оценява между 800 000 и 1 200 000 долара.